# Happiness (film)
Happiness är en amerikansk dramakomedifilm från 1998 med element av svart humor. Filmen regisserades och skrevs av Todd Solondz och har Jane Adams och Philip Seymour Hoffman i huvudrollerna.

## Rollista
| Jane Adams             | – Joy Jordan      |
| Philip Seymour Hoffman | – Allen           |
| Jon Lovitz             | – Andy Kornbluth  |
| Dylan Baker            | – Bill Maplewood  |
| Lara Flynn Boyle       | – Helen Jordan    |
| Justin Elven           | – Timmy Maplewood |
| Cynthia Stevenson      | – Trish Maplewood |
| Lila Glantzman-Leib    | – Chloe Maplewood |
| Rufus Read             | – Billy Maplewood |
| Gerry Becker           | – psykiater       |
| Louise Lasser          | – Mona Jordan     |
| Ben Gazzara            | – Lenny Jordan    |
| Camryn Manheim         | – Kristina        |
| Arthur J. Nascarella   | – Detektiv Berman |
| Molly Shannon          | – Nancy           |
| Ann Harada             | – Kay             |
| Douglas McGrath        | – Tom             |
| Jared Harris           | – Vlad            |